# Вито-д’Азио
Вито-д’Азио (итал. Vito d'Asio) — коммуна в Италии, располагается в регионе Фриули-Венеция-Джулия, в провинции Порденоне.
Население составляет 891 человек (2008), плотность населения составляет 17 чел./км². Занимает площадь 53 км². Почтовый индекс — 33090. Телефонный код — 0427.
Покровителем коммуны почитается святой Архангел Михаил.

## Демография
Динамика населения:

## Администрация коммуны
- Официальный сайт: http://www.comune.vitodasio.pn.it Архивная копия от 24 марта 2022 на Wayback Machine